# Lingue peariche
Le lingue peariche sono un gruppo di lingue in via di estinzione del ramo orientale mon khmer della famiglia linguistica austroasiatica, parlate da popoli che vivono in Cambogia occidentale e Thailandia orientale.
Le lingue peariche sono resti delle lingue aborigene parlate in Cambogia, anche se nel tempo sono andate diminuendo numericamente a causa dell'assimilazione culturale con il popolo e con la lingua khmer.

## Classificazione
Comunemente sono divisi in cinque rami in base alla loro geolocalizzazione ed etnia, secondo Bourdier: nella provincia cambogiana di Pursat e in quella Koh Kong si ha il popolo Chong.
Paul Sidwell, un linguista australiano, ha proposto la seguente classificazione delle lingue peariche (2009:137), sintetizzando le analisi di Headley (1985), Choosri (2002), Martin (1974) e Peiros (2004). Lui divide queste lingue in due rami principali (Pear e Chong) di cui il Chong diviso in quattro sottogruppi.
- Pear di Kampong Thom (Baradat ms.)
- Chong
  - Meridionale
    - Suoi di Kampong Speu (Pannetier ms., Baradat ms.)
    - Saoch, di cui due dialetti:
      - Chung della Cambogia - Phum Veal Renh, distretto di Prey Nob a Sihanoukville (Isara Chooseri 2007)  (Pannetier ms.)
      - Chung della Thailandia - Kanchanaburi (Isara Chooseri 2007)

  - Occidentale
    - Chong di Chantaburi (Baradat ms.)
    - (Ramo)
      - Chong həəp (Martin 1974)
      - Khlong Phlu Chong (Siripen Ungsitibonporn 2001)

    - (Ramo)
      - Chong lɔɔ (Martin 1974)
      - Wang Kraphrae Chong (Siripen Ungsitibonporn 2001)
      - Chong (Huffman 1983)

  - Centrale
    - Samre di Pursat
    - Samre (Pornsawan Ploykaew 2001)
    - Chong (Baradat ms.)
    - Kasong (Noppawan Thongkham 2003), storicamente chiamato, Chong of Trat (Pannetier ms., Isarangura 1935)

  - Settentrionale (Somray)
    - Somray di Battambang (Baradat ms.)
    - Somre di Siem Reap - pressoché estinto - (Moura 1883)